# Гренхен
Гренхен (фр. Granges, итал. Grenchen) је град у северозападној Швајцарској. Гренхен је трећи п овеличини град кантона Золотурн, где је седиште округа Леберн.

## Природне одлике
Гренхен се налази у северозападном делу Швајцарске. Од најближег већег града, Берна град је удаљен 35 km северно.
Рељеф: Гренхен се налази у области плодне и густо насељене Швајцарске висоравни, на приближно 450 метара надморске висине. Град је смештен на северном пободу висије, на месту где долина реке Ар дотиче прва брда планине Јура.
Клима: Клима у Гренхену је умерено континентална.
Воде: Непосредно јужно од Гренхена протиче позната швајцарска река Ар.

## Историја
Подручје Гренхена је било насељено још у време праисторије и Старог Рима, али није имало велики значај.
Данашње насеље са датим називом први пут се спомиње 1131. године.
Почетком 20. века Гренхен се почиње развијати и јачати привредно. Тада град добија одлике значајнијег насеља. Ово благостање града се задржало до дан-данас.

## Становништво
2008. године Гренхен је имао преко 16.000 становника. Од тога приближно 28,7% су страни држављани.
Језик: Швајцарски Немци чине традиционално становништво града и немачки језик је званични у граду и кантону. Међутим, градско становништво је током протеклих неколико деценија постало веома шаролико, па се на улицама Гренхена чују бројни други језици. Преовлађује немачки (81,8%), а прате га италијански (6,4%) и француски језик (2,9%).
Вероисповест: Месни Немци су одувек били римокатолици. Али, последњих деценија у Гренхену се знатно повећао удео других вера. Данас су веома бројни протестанти (36,1%) и римокатолици (35,5%), а потом следе атеисти (12,7%), муслимани (7,2%), православци.

## Збирка слика
- Поглед на Гренхен и реку Ар
- Средиште Гренхена
- Градска кућа
- Средња школа